# Ramsåsa socken
Ramsåsa socken i Skåne ingick i Färs härad och området ingår sedan 1971 i Tomelilla kommun och motsvarar från 2016 Ramsåsa distrikt.
Socknens areal är 12,97 kvadratkilometer varav 12,88 land. År 2000 fanns här 190 invånare.  Kyrkbyn Ramsåsa med sockenkyrkan Ramsåsa kyrka ligger i socknen. 

## Administrativ historik
Socknen har medeltida ursprung. 
Vid kommunreformen 1862 övergick socknens ansvar för de kyrkliga frågorna till Ramsåsa församling och för de borgerliga frågorna bildades Ramsåsa landskommun. Landskommunen uppgick 1952 i Tomelilla köping och övergick samtidigt från Malmöhus län till Kristianstads län. Köpingen ombildades 1971 till Tomelilla kommun. Församlingen uppgick 2002 i Tomelillabygdens församling.
1 januari 2016 inrättades distriktet Ramsåsa, med samma omfattning som församlingen hade 1999/2000.  
Socknen har tillhört län, fögderier, tingslag och domsagor enligt vad som beskrivs i artikeln Färs härad. De indelta soldaterna tillhörde Södra skånska infanteriregementet, Herresta och Albo kompanier och Skånska dragonregementet, Cimbrishamns skvadron, överstelöjtnantens kompani.

## Geografi
Ramsåsa socken ligger norr om Ystad med Fyleån i sydväst. Socknen är en småkuperad odlingsbygd med visst inslag av skog.

## Fornlämningar
Från järnåldern finns ett gravfält. 

## Namnet
Namnet skrevs 1387 Ramsosä och kommer från kyrkbyn. Efterleden antas innehålla os, 'åmynning' syftande på Nybroåns utlopp i Fyleån. Förleden har oklar tolkning.